# Kobsar (Gedichtsammlung)
Kobsar (ukrainisch Кобзар) ist eine Gedichtsammlung des ukrainischen Lyrikers und Malers Taras Schewtschenko.

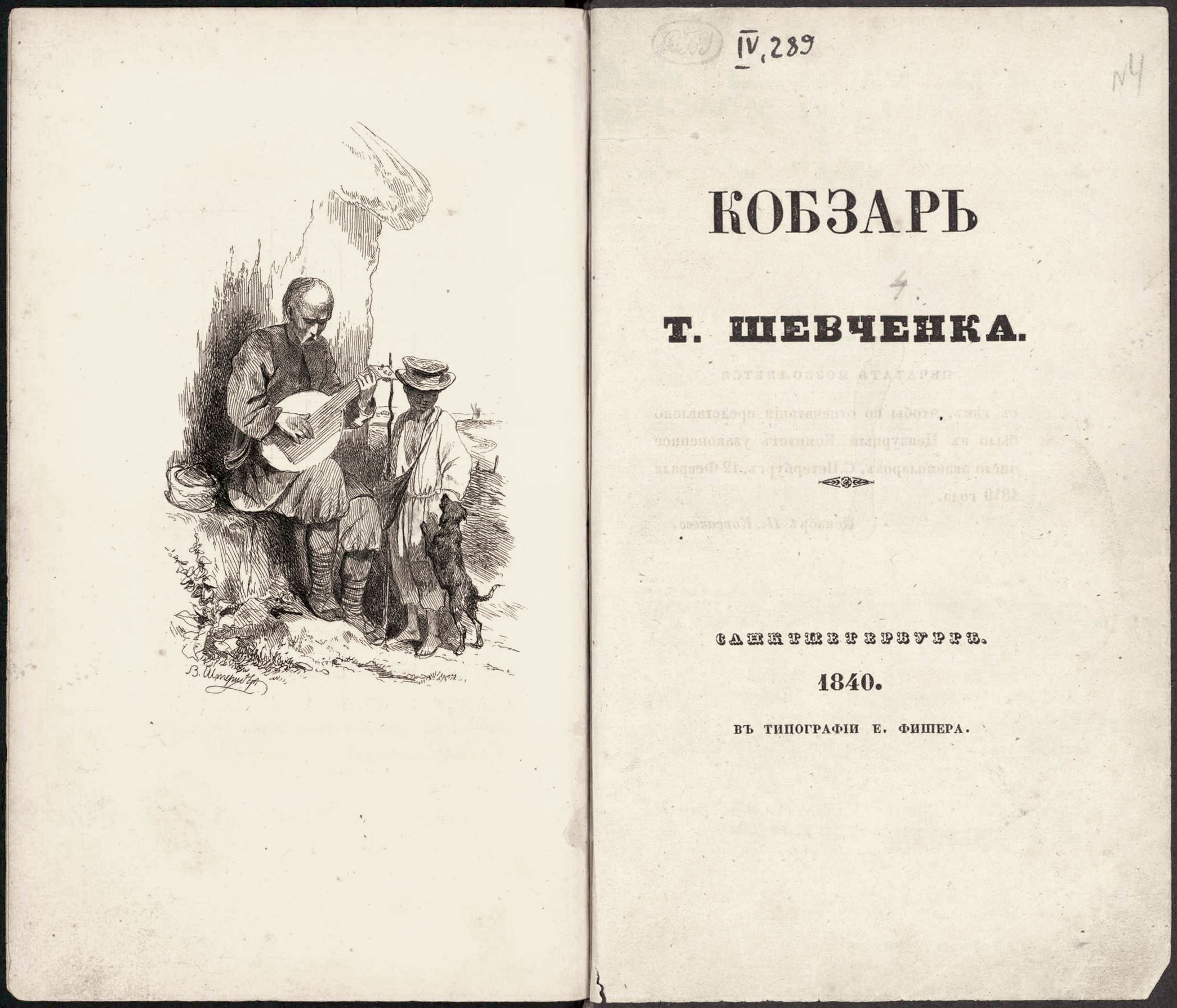
Buchcover der Erstausgabe von 1840; Zeichnung von Wassili Sternberg

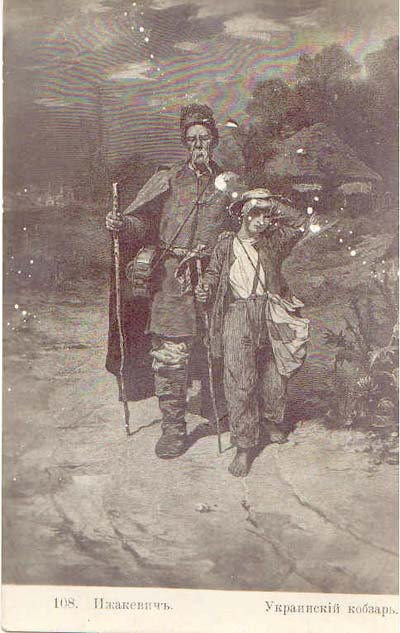
Buchillustration von Iwan Jischakewytsch

Sie besteht aus acht in ukrainischer Sprache verfassten, vor allem romantischen Gedichten, und ist der erste und berühmteste Gedichtzyklus des ukrainischen Nationaldichters.

## Erstveröffentlichung
Die Gedichtsammlung wurde erstmals 1840 von Petr Iwanowitsch Martos (russisch Петр Иванович Мартос; 1811–etwa 1880) im russischen Sankt Petersburg veröffentlicht, nachdem sich Martos, ein Gutsbesitzer aus Poltawa, im Winter 1839/1840 auf Empfehlung von Karl Brjullow von Schewtschenko in Sankt Petersburg malen ließ, dabei das Manuskript der Gedichtsammlung entdeckte und daraufhin auf eigene Kosten drucken ließ.

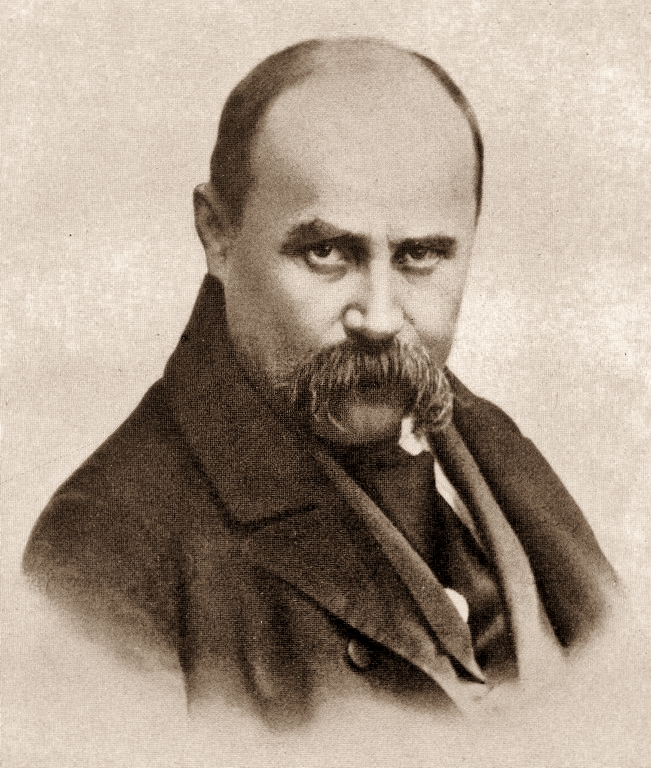
Taras Schewtschenko

Die acht Gedichte der Erstausgabe waren:
- Думи мої, думи мої, лихо мені з вами Dumy moji, dumy moji, lycho meni s wamy
- Перебендя Perebendja
- Катерина Kateryna
- Тополя Topolja
- Думка / Dumka
- Нащо мені чорні брови Naschtscho meni tschorni browy
- До Основ'яненка Do Osnow'janenka
- Іван Підкова Iwan Pidkowa
- Тарасова ніч Tarassowa nitsch

## Bedeutung
Das Erscheinen des „Kobsar“ war ein Meilenstein für die ukrainische Kultur und Sprache. Die im frühen 19. Jahrhundert erschienene „Aeneida“ von Iwan Kotljarewskyj galt als der eigentliche Beginn der ukrainischen Literatur, der „Kobsar“ und die nachfolgenden Werke Schewtschenkos rundeten den Prozess ab.
„Kobsar“ ist das bis heute meistgelesene und bekannteste Werk Schewtschenkos, mit dem er die moderne ukrainische Literatursprache etablierte.
Aufgrund des Buchtitels erhielt Schewtschenko nach dessen Veröffentlichung selbst den Spitznamen „Kobsar“ und auch seine weiteren Dichtungen wurden allgemein als „Kobsar“ bezeichnet und standen, ähnlich dem Kosak Mamaj, symbolisch für die ukrainische nationale und literarische Erneuerung. Der Titel des Werkes geht auf die Bezeichnung ukrainischer Minnesänger zurück, die als Kobsar bezeichnet wurden und vorwiegend das Lauteninstrument Kobsa spielten.

## Vertonung
Der ukrainische Komponist, Pianist und Dirigent Mykola Lyssenko (1842–1912) schuf in mehr als 80 Werken verschiedener Gattungen, unterschiedlichen Ausmaßes und wechselnder Form die Musik zu „Kobsar“.

## Deutsche Übersetzungen
Schon im 19. Jahrhundert wurde der „Kobsar“ von Johann Georg Obrist, V. Umlauff von Frankwell, P. Skobels'kyj, K. Klymkovic, Iwan Franko, J. Virginia (Scheuermann Fould Laengsdorf) ins deutsche übersetzt.
Anlässlich des 125. Geburtstages von Taras Schewtschenko beschloss der Kiewer Verlag für Nationale Minderheiten 1939 Schewtschenkos Werk in deutscher Sprache herauszugeben und das vom deutschen Politiker, Schriftsteller und Übersetzer Alfred Kurella gebildete Kollektiv der deutschen antifaschistischen Schriftsteller, bestehend aus den Dichtern und Übersetzern Alfred Kurella, Erich Weinert, Hugo Huppert, Hedda Zinner, Hans Rodenberg, Klara Blum, Erwin Johannes Bach, Franz Leschnitzer und Maximilian Schick, die aus Deutschland in die Sowjetunion emigriert waren, schufen eine neue Nachdichtung fast des gesamten „Kobsar“ in deutscher Sprache, die 1951 mit einem Vorwort von Alexander Deutsch 2-bändig in Moskau im Verlag für deutschsprachige Literatur erschien.